# Bất thường tại trường phép thuật: Cô gái triệu hồi những vì sao
Bất thường tại trường phép thuật: Cô gái triệu hồi những vì sao (劇場版 魔法科高校の劣等生 星を呼ぶ少女 Gekijōban Mahōka Kōkō no Rettōsei: Hoshi o Yobu Shōjo) là một phim hoạt hình Nhật Bản dựa trên loạt light novel Mahouka Kōkō no Rettōsei của Satō Tsutomu (phát hành tại Việt Nam dưới tên "Kẻ dị biệt tại trường học phép thuật" bởi Nhã Nam). Phim được xưởng phim 8-Bit chế tác sản xuất, Yoshida Risako đạo diễn, đa phần dựa theo cốt truyện gốc của Satō Tsutomu và phần nhạc do Iwasaki Taku đảm nhận. Các sự kiện trong phim sẽ được tiết lộ trong khoảng từ giữa tập thứ 10 và tập 11 của loạt light novel nguyên tác, bộ phim phát hành tại Nhật Bản vào ngày 17 tháng 6 năm 2017.

## Nội dung
Trong câu chuyện, mùa giải có sự thay đổi và sẽ sớm trở thành mùa xuân thứ hai. Shiba Tatsuya và Shiba Miyuki hoàn thành năm đầu tiên của trường trung học ban đầu kỳ diệu và kỳ nghỉ xuân của họ. Cả hai đã đi đến biệt thự của họ ở Quần đảo Ogasawara. Sau một thời gian ngắn hòa bình, một cô bé tên là Kokoa xuất hiện trước mặt họ. Cô bé đã trốn khỏi căn cứ hải quân và nói với Tatsuya một điều ước.

## Nhân vật
| Nhân vật               | Diễn viên lồng tiếng |
| ---------------------- | -------------------- |
| Shiba Tatsuya          | Nakamura Yūichi      |
| Shiba Miyuki           | Hayami Saori         |
| Chiba Erika            | Uchiyama Yumi        |
| Saijo Leonhard         | Terashima Takuma     |
| Shibata Mizuki         | Satō Satomi          |
| Yoshida Mikihiko       | Tamaru Atsushi       |
| Mitsui Honoka          | Amamiya Sora         |
| Kitayama Shizuku       | Tatsumi Yuiko        |
| Saegusa Mayumi         | Hanazawa Kana        |
| Watanabe Mari          | Inoue Marina         |
| Jumonji Katsuto        | Suwabe Junichi       |
| Angelina Kudou Shields | Hikasa Yōko          |
| Watatsumi Kokoa        | Kohara Konomi        |
| Benjamin Canopus       | Yamanoi Jin          |
| Ralph Algol            | Hino Satoshi         |
| Ralph Hardy Mirphak    | Aizawa Masaki        |
| Kazama Harunobu        | Ōkawa Toru           |
| Sanada Shigeru         | Shingaki Tarusuke    |

## Sản xuất
Blu-ray & DVD của bộ phim đã được phát hành tại Nhật Bản vào Thứ Tư, Ngày 24 tháng 1 năm 2018 từ Aniplex.
Chủ đề bài hát của bộ phim là "Speed Star" của GARNiDELiA.